# Liocranoides unicolor
Espèce
Liocranoides unicolor est une espèce d'araignées aranéomorphes de la famille des Zoropsidae.

## Distribution
Cette espèce est endémique des États-Unis. Elle se rencontre au Tennessee et au Kentucky.

## Description
Le mâle décrit par Platnick en 1999 mesure 7,8 mm et la femelle 7,9 mm.

## Publication originale
- Keyserling, 1881 : Neue Spinnen aus Amerika. III. Verhandlungen der kaiserlich-königlichen zoologisch-botanischen Gesellschaft in Wien, vol. 31, p. 269-314 (texte intégral).